# 北大荒
北大荒是中国黑龙江省北部一大片地区的一個名称，因其历史上长时期的荒芜而得名。北大荒主要為黑龙江省嫩江、谷地和三江平原地区的总称，在地理上属中国最北部的地区。北大荒是毛泽东时期中国大陆知名的劳教、劳改场所之一，后来成为重要粮食基地（北大荒集团）。

## 地理
北大荒位于中华人民共和国黑龙江省境内，属寒温带大陆季风气候区，横跨东经123°40′到134°40′的11个经度、纵跨北纬44°10′到50°20′的8个纬度之间，总面积5.43万平方公里。 北部是小兴安岭地区，西部是松嫩平原区，东部是三江平原区。因为受西伯利亚高压的影响，耕作期相当短，尤其在冬季气候非常寒冷，年平均气温从南至北由2.6摄氏度减到零下3.5摄氏度，极端最低温度达零下40摄氏度，一直是中国人口比较稀少的地区之一。

## 历史

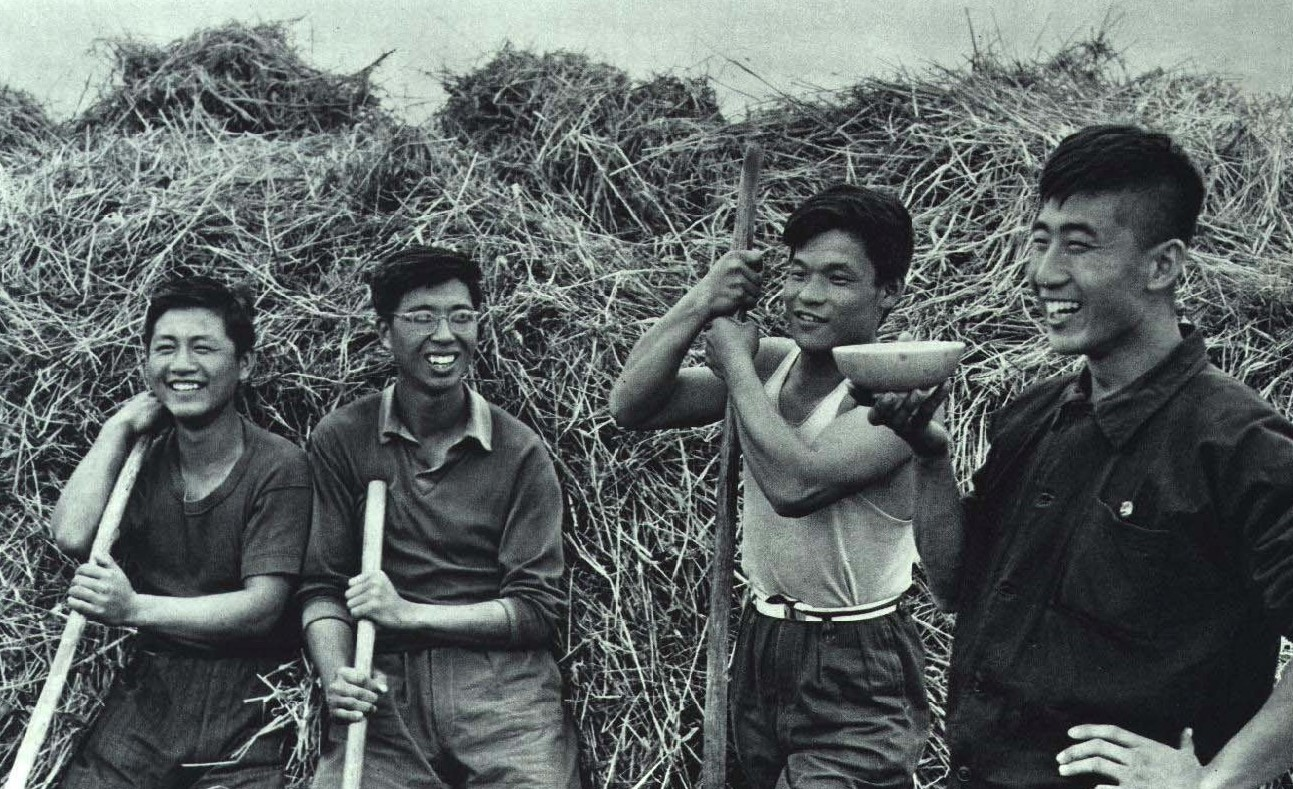
北大荒的知识青年（1964年）

中华人民共和国建国后，曾多次组织移民到北大荒去建立农场。1947年起，14万退役转业官兵到此來開荒，创建了第一批国营机械化农场。1954至1956年，王震将军率兵建立了第一个铁道兵军垦农场，即“八五〇农场”，此后北大荒先后在密山、虎林、宝清、饶河地区建起了以“八”字头命名的农场。
1955年，时任国务院总理周恩来批准，在北大荒中苏边界上的兴凯湖旁建立了“兴凯湖农场”，专收北京送去的劳教犯、劳改犯。也有学者估计北大荒的劳改农场不下一百个。1957年起“反右运动”起，约有10万知识分子被下放至此进行劳动教养或劳动改造，还包括许多军队里的“右派”分子。许多人在此丧命。同时还有20万北京、天津、上海、哈尔滨、山东等地支边青年到此。1968年底，文化大革命期间大规模“上山下乡运动”展开，全国54万城市知识青年到此，开发北大荒。
20世纪70年代末、80年代初，改革开放后，北大荒垦区成功地开荒建立了红河、二道河、鸭绿河等3个现代化农场，并开始进口引入国外先进的机械设备和除草药剂。21世纪，东北三省是中国最重要的粮仓地区之一，黑土丰富的黑龙江更是最重要的农业垦区之一，所以北大荒又有“北大仓”的别称。

## 图集

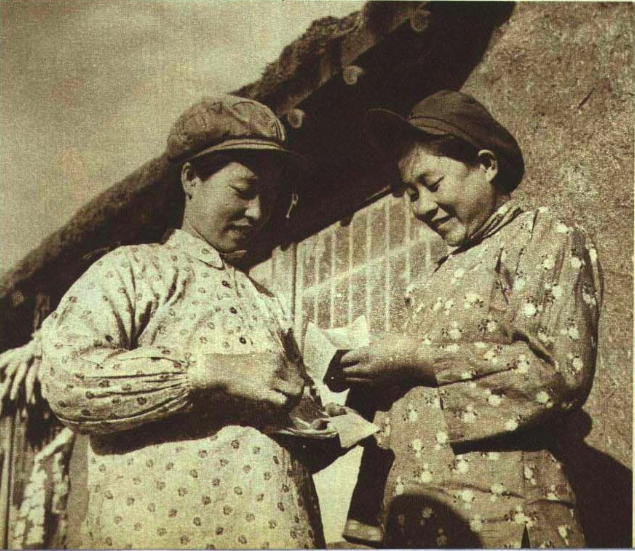
1953年，北大荒劳动人员领取劳动代偿券。
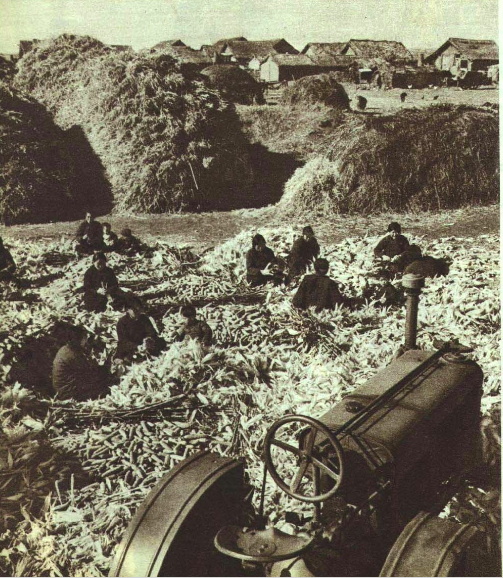
1953年，一群农民在北大荒的某玉米地农作。
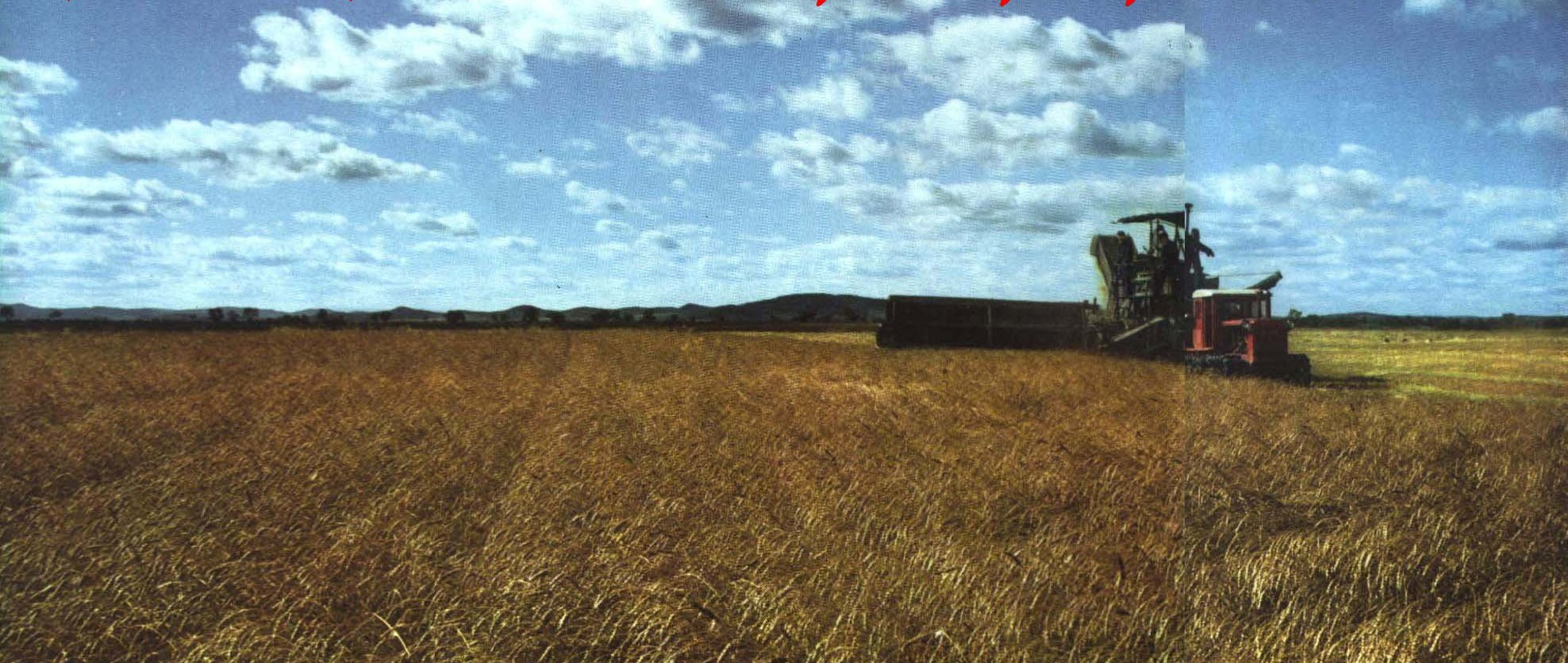
北大荒的农民早已用上了联合收割机（三江平原北大荒，1964年）。
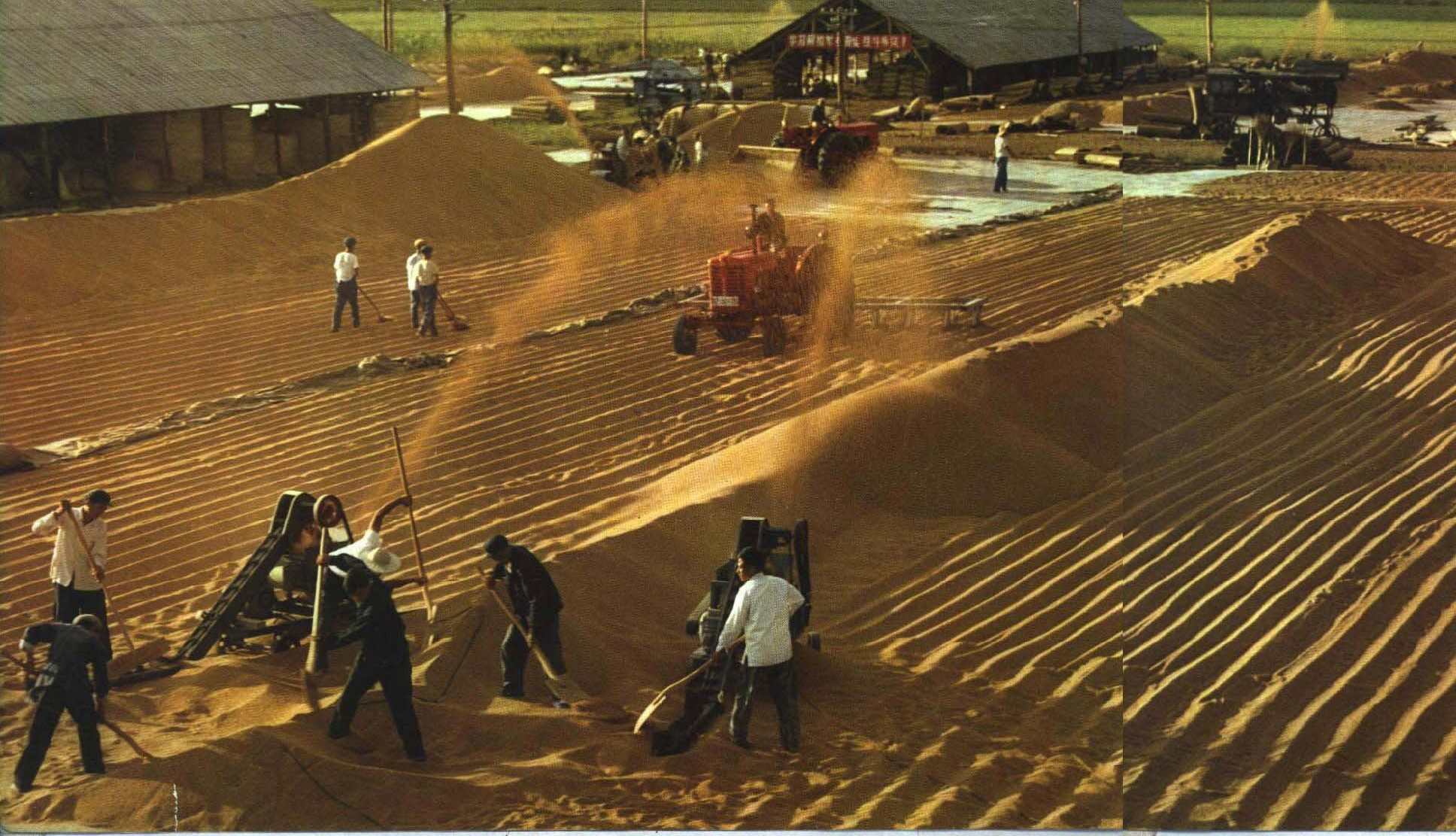
1964年，一群农民在北大荒国营五七九农场忙碌着。

## 延申阅读
- 朱凤藻：《北大荒劳改记实》。五七学社出版公司，2012年。
- 郑加真：《丁玲与北大荒》。中共党史出版社，2008年。